# Ota VII. z Andechsu
Ota VII. z Andechsu (německy Otto von Andechs, francouzsky Othon Ier d'Andechs et de Méranie; † 7. května 1234 Besançon) byl burgundský hrabě, meránský vévoda a istrijský markrabě.

## Život
Byl synem meránského vévody Bertolda a Anežky, dcery lužického markraběte Dediho Wettinského. 21. června 1208 se v Bamberku při dvorském sněmu oženil s Beatrix, dcerou a dědičkou burgundského hraběte Oty. Téhož dne byl zavražděn nevěstin strýc Filip Švábský a Otovi bratři byli podezřelí se spoluviny. Ekbert uprchl na uherský dvůr k sestře a Jindřich odešel do Svaté země. Rodový hrad Andechs byl rozbořen a rod přišel o rozsáhlé majetky v Bavorsku a Frankách.
Po sňatku převzal Ota od své tchyně, dosavadní regentky, vládu nad burgundským hrabstvím.
Zemřel v květnu 1234 a byl pohřben po manželčině boku v klášteře Langheim.